# Ajos Dimitrianos
Ajos Dimitrianos (gr. Άγιος Δημητριανός) – wieś w Republice Cypryjskiej, w dystrykcie Pafos. W 2011 roku liczyła 91 mieszkańców.